# Khám nghiệm tử thi
Khám nghiệm tử thi (còn gọi là giảo nghiệm) là một phương thức phẫu thuật chuyên môn cao nhằm xét nghiệm tử thi để xác định nguyên nhân cái chết và đánh giá xem có sự tồn tại của bệnh tật hay chấn thương nào trong tử thi hay không. Đây là một quy trình được thực hiện bởi những bác sĩ chuyên môn được gọi là những nhà bệnh lý học.
Khám nghiệm tử thi được thực hiện với cả mục đích pháp lý lẫn y tế. Ví dụ, khám nghiệm tử thi pháp lý được thực hiện khi nguyên nhân của cái chết có thể là do tội phạm, trong khi khám nghiệm tử thi y học được thực hiện để tìm ra nguyên nhân tử vong về mặt y học và được sử dụng trong những trường hợp nguyên nhân cái chết không rõ ràng và không xác định được, hoặc có thể vì mục đích nghiên cứu. Khám nghiệm tử thi có thể phân loại ra thành khám nghiệm bên ngoài và khám nghiệm bên trong. Khám nghiệm bên trong đòi hỏi phải có sự đồng ý của họ hàng ruột thịt. Sau khi kết thúc khám nghiệm bên trong, cơ thể sẽ được hoàn nguyên bằng cách khâu lại.
Trong pháp luật hình sự, khám nghiệm tử thi được xem là một khâu quan trọng cần được tiến hành cẩn thận, tỉ mỉ khi có đối tượng chết một cách bất thường chưa rõ nguyên nhân. Trên thực tế, khám nghiệm tử thi được thực hiện tương đối nhiều để hỗ trợ quá trình điều tra vụ án. Thế nhưng tùy từng trường hợp cụ thể mà khám nghiệm tử thi được tiến hành theo yêu cầu của gia đình người đã chết hoặc bắt buộc theo quy định của pháp luật hình sự. Chủ thể có quyền tiến hành khám nghiệm tử thi là ai? Trình tự thủ tục khám nghiệm tử thi như thế nào?
Dưới góc độ pháp lý, khám nghiệm tử thi pháp lý được thực hiện khi nguyên nhân của cái chết có thể là do tội phạm, trong khi khám nghiệm tử thi y học được thực hiện để tìm ra nguyên nhân tử vong về mặt y học và được sử dụng trong những trường hợp nguyên nhân cái chết không rõ ràng và không xác định được, hoặc có thể vì mục đích nghiên cứu. Theo đó, đối với tố tụng hình sự, khám nghiệm tử thi là một bước trong hoạt động điều tra nhằm phát hiện dấu vết tội phạm trên cơ thể nạn nhân là người chết, xác định nguyên nhân cái chết trong việc giải quyết các vụ án có người chết như vụ án về tai nạn giao thông, tai nạn lao động hay một số trường hợp khác.

### Phân loại:
Theo khoa học pháp lý, ta có thể chia việc khám nghiệm tử thi thành 2 loại:
– Khám nghiệm tử thi theo yêu cầu: Khám nghiệm tử thi theo yêu cầu được thực hiện khi có sự đồng ý của người đó trước khi chết hoặc có sự đồng ý của cha, mẹ, vợ, chồng, con thành niên hoặc người giám hộ nếu không có ý kiến của người đó trước khi chết. Trong trường hợp này, các cơ quan chức năng không thể tiến hành việc khám nghiệm tử thi khi chưa có yêu cầu.
– Khám nghiệm tử thi theo quy định của pháp luật: Khám nghiệm tử thi đương nhiên được thực hiện theo quyết định của cơ quan chức năng cụ thể là của người đứng đầu cơ sở khám bệnh, chữa bệnh hoặc của cơ quan nhà nước có thẩm quyền trong trường hợp luật quy định. Khi có căn cứ xác nhận về việc người đó chết bất thường hay chưa thể tìm ra nguyên nhân cái chết thì các chủ thể này được quyền ra quyết định khám nghiệm tử thi để xác định nguyên nhân cái chết và phục vụ công tác tố tụng theo quy định pháp luật mà không cần bất cứ yêu cầu nào.
Theo chuyên ngành y khoa, khám nghiệm tử thi có thể phân loại ra thành khám nghiệm bên ngoài và khám nghiệm bên trong. Khám nghiệm bên trong đòi hỏi phải có sự đồng ý của họ hàng ruột thịt. Sau khi kết thúc khám nghiệm bên trong, cơ thể sẽ được hoàn nguyên bằng cách khâu lại.

## Liên kết
- Autopsy Lưu trữ ngày 19 tháng 12 năm 2008 tại Wayback Machine - a detailed description by a pathologist complete with cartoon figures.
- The Virtual Autopsy - a site from the University of Leicester where one examines the patient, looks at the (medical) history and gets a try at the diagnosis.
- How Stuff Works - Autopsies
- Autopsy of a Murder Lưu trữ ngày 15 tháng 3 năm 2007 tại Wayback Machine - An interactive exploration of a murder scene and the science involved in a criminalistic investigation: autopsy and laboratory expertise. Produced by the Montreal Science Centre for its namesake exhibition.